# Horní Lukavice
Horní Lukavice är en ort i Tjeckien.   Den ligger i regionen Plzeň, i den västra delen av landet, 90 km sydväst om huvudstaden Prag. Horní Lukavice ligger 377 meter över havet och antalet invånare är 357.
Terrängen runt Horní Lukavice är platt västerut, men österut är den kuperad. Runt Horní Lukavice är det ganska tätbefolkat, med 134 invånare per kvadratkilometer. Närmaste större samhälle är Plzeň, 15,4 km norr om Horní Lukavice. Trakten runt Horní Lukavice består till största delen av jordbruksmark.